# ناكامورا ساتورو
ناكامورا ساتورو (باليابانية: 中村覚؛ بالكانا: なかむら さとる) هو عسكري ياباني، ولد في 18 مارس 1854 في Ōmi Province ‏ في اليابان، وتوفي في 29 يناير 1925.